# Olivier Guez
Pour les articles homonymes, voir Guez.
Olivier Guez  est un journaliste, essayiste et écrivain français, né le 15 juin 1974 à Strasbourg.

## Biographie
Fils d'un gynécologue-obstétricien et d'une pédiatre, Olivier Guez grandit à Strasbourg,. Sa grand-mère maternelle l'initie à la lecture très jeune.
Après des études à Sciences-Po Strasbourg puis à la London School of Economics (LSE) et au Collège d'Europe de Bruges, il travaille comme journaliste indépendant pour plusieurs grands médias internationaux, dont le New York Times, Le Monde, le Frankfurter Allgemeine Zeitung, Le Figaro Magazine, L'Express, Le Point, Politique Internationale, Der Freitag, Der Tages Anzeiger, Das Magazin et Il Foglio.
Entre 2000 et 2005, il travaille comme reporter au service Économie internationale de La Tribune. Enquêtes et reportages sur l'Europe centrale, l'Amérique latine, le Moyen-Orient, l'Union européenne ou encore la géopolitique du pétrole. C'est de cette époque que date son premier ouvrage, écrit en collaboration avec Frédéric Encel, La Grande Alliance.

Pour l'écriture de son roman biographique La Disparition de Josef Mengele, paru en 2017 (récompensé par le prix Renaudot et adapté au cinéma par Kirill Serebrennikov), il se documente et travaille durant trois années sur Josef Mengele (1911-1979), officier allemand de la Schutzstaffel (SS), criminel de guerre qui exerça comme médecin dans le centre d'extermination d'Auschwitz durant la Seconde Guerre mondiale. Il déclare à ce propos au journal Le Monde en 2017 : 

« Je vivais avec lui, avec ce personnage abject, d’une médiocrité abyssale. Je montais sur le ring. Je l’affrontais. Les six premiers mois, il m’arrivait de crier son nom la nuit. »

En 2018, il préside le jury pour la première édition du prix du livre Grand Est.
Parlant allemand, italien, espagnol et anglais, il a pour modèles des écrivains européens comme Stefan Zweig, Robert Musil, Milan Kundera, Franz Kafka, Italo Svevo et surtout Joseph Roth.
En 2024, il publie Mesopotomia, un roman historique, fruit de six ans de travail, qui raconte la constitution du Moyen-Orient moderne et notamment, de l'Irak, à travers la figure de l'archéologue et espionne Gertrude Bell, amie proche de Lawrence d'Arabie,.

## Œuvres

### Essais
- La Grande Alliance. De la Tchétchénie à l'Irak, un nouvel ordre mondial, avec Frédéric Encel, éditions Flammarion, 2003, 304 p.  (ISBN 2-08-210281-5)
- L’Impossible Retour. Une histoire des Juifs en Allemagne depuis 1945, éditions Flammarion, 2007, 336 p.  (ISBN 978-2-08-210554-5)
- La Chute du mur, avec Jean-Marc Gonin, éditions Fayard, 2009, 359 p.  (ISBN 978-2-213-63312-1)
- American Spleen. Un voyage d'Olivier Guez au cœur du déclin américain, éditions Flammarion, coll. « At large », 2012, 270 p.  (ISBN 978-2-08-126952-1)[9]
- Éloge de l’esquive, éditions Grasset, 2014, 107 p.  (ISBN 978-2-246-81189-3)
- Une passion absurde et dévorante. Écrits sur le football, L'Observatoire, 2021.
- Le Grand Tour – Autoportrait de l'Europe par ses écrivains, ouvrage collectif supervisé par Olivier Guez, rassemble des textes écrits par vingt-sept écrivains, un par État membre de l'Union européenne, sur des lieux évocateurs de la culture et de l’histoire européennes (éditions Grasset, 2 mars 2022,  (ISBN 978-2-24-683047-4))[10].

### Romans
- Les Révolutions de Jacques Koskas, éditions Belfond, 2014, 331 p.  (ISBN 978-2-7144-5792-9)[11]
- La Disparition de Josef Mengele[5], éditions Grasset, 2017, 240 p.  (ISBN 978-2-246-85587-3) - prix Renaudot 2017
- Mesopotamia, éditions Grasset, 2024, 409 p. (ISBN 978-2-246-81895-3)

### Scénario
- Fritz Bauer, un héros allemand de Lars Kraume, 2015

## Prix et distinctions
- 2015 : Gilde-Preis der deutschen Filmkunst-Programmkinos Bester deutscher Film[12] pour Fritz Bauer, un héros allemand
- 2015 : Publikumspreis Filmfestspiele Locarno[13] pour Fritz Bauer, un héros allemand
- 2016 : avec Lars Kraume, Deutscher Filmpreis du meilleur scénario pour le film Fritz Bauer, un héros allemand (Lars Kraume: „Der Staat gegen Fritz Bauer“, 2015)
- 2017 : prix Renaudot pour La Disparition de Josef Mengele
- 2017 : finaliste du prix Landerneau des lecteurs[14] pour La Disparition de Josef Mengele